# Roncus hors
Roncus hors är en spindeldjursart som beskrevs av Curcic, Dimitrijevic och Makarov 1997. Roncus hors ingår i släktet Roncus och familjen helplåtklokrypare. Inga underarter finns listade i Catalogue of Life.